# بی‌ای‌ئی داینامیکس
بی‌ای‌ئی داینامیکس (انگلیسی: BAe Dynamics) شرکت صنایع جنگ‌افزاری بریتانیایی است، که در سال ۱۹۷۷ تأسیس شد.